# Hund i Himlen
Hund i Himlen er en dansk animationsfilm fra 2011, der er instrueret af Jeanette Nørgaard efter manuskript af hende selv og Laura Madsen. Filmen er baseret på Hanne Kvists roman af samme navn fra 2001.

## Handling
Den niårige Lora ankommer med sin hund som hedder Hund, til et øde beliggende kloster oppe i bjergene. Lora og Hund er blevet fulgt hertil af nonnen Søster Esperanza, som har lovet Lora, at hun nu kommer hen at bo et bedre sted end før. Så snart de er indenfor den tykke klostermur, bliver Lora og Hund imidlertid adskilt. Lora bliver sendt i bad og får uniform på, som klosterets regler foreskriver. Samme aften bliver Hund aflivet, og nu må Lora, gennem venskabet med hyrdedrengen Nick og sin egen livlige fantasi, finde ud af hvordan hun kan overleve på det nye kolde og strikse kloster. Et sted, hvor der hverken er plads til følelsesudbrud, individualitet eller oprør mod de strenge regler.

## Medvirkende
- Lisbeth Ravn Riis - Lora
- Julius Hertz Büchert - Nick
- Helle Dolleris - Maria Helena Carmen, Esperanza
- Ulrikke Lundsgaard - De 99 piger, Hund, Får